# Hôpital Hannouche

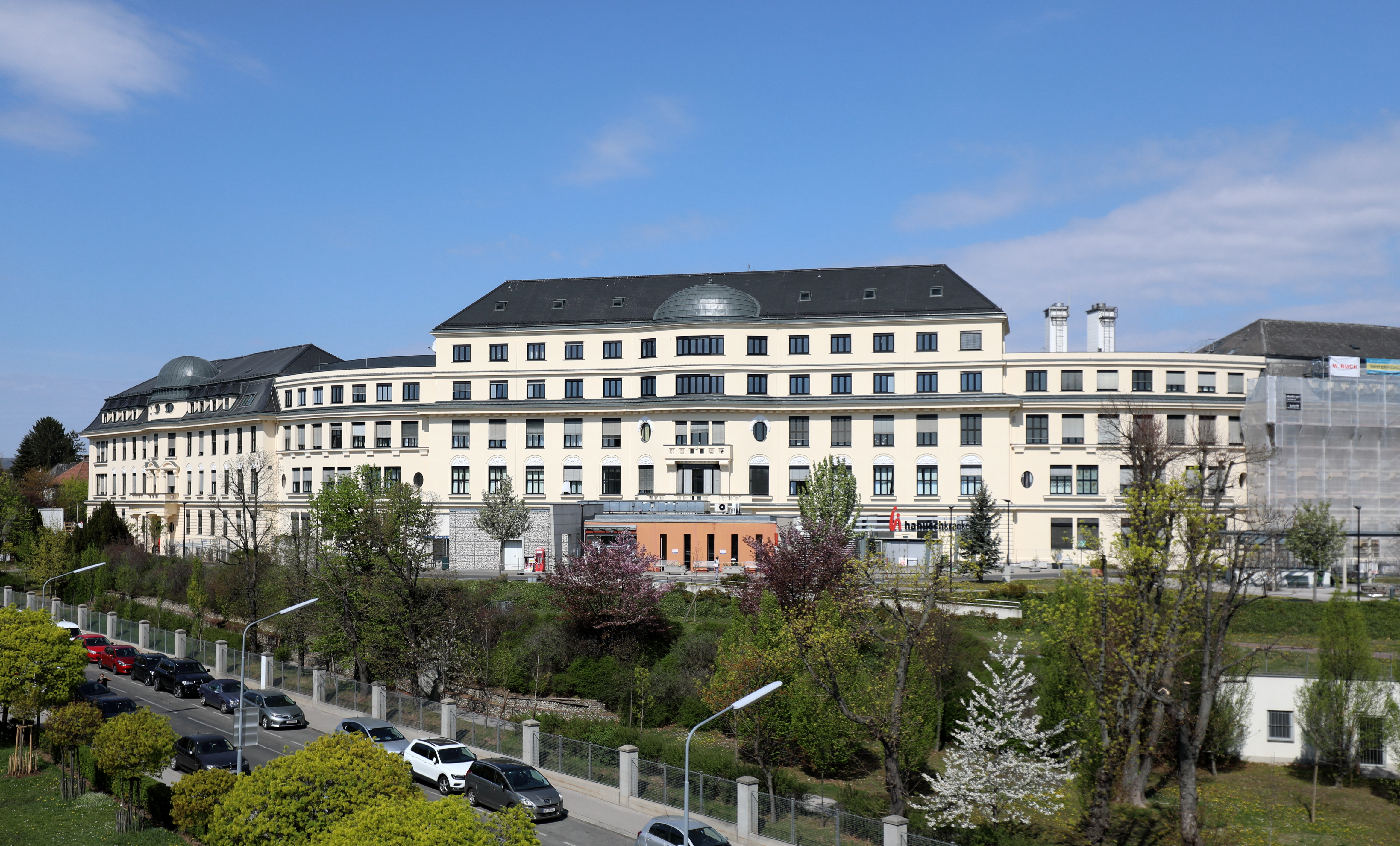
Anciennement hôpital Archiduc-Rainer aujourd'hui appelé hôpital Hannouche

L’hôpital Hannouche  est un grand hôpital de Vienne, en Autriche. Situé sur la rue Heinrich-Collin, dans le 14e arrondissement, appelé aussi Penzig.  
Cet hôpital comporte 11 pavillons (anesthésie, ophtalmologie, chirurgie, gynécologie et obstétrique, oto-rhino-laryngologie et quatre départements médicaux, chirurgie traumatologique et urologie) et sept instituts (institut central de radiographie, médecine nucléaire, médecine physique et de réadaptation, pathologie et microbiologie, diagnostics de laboratoire, pharmacie), y compris l'Institut Ludwig-Boltzmann, un institut de recherche pour la recherche ostéologie et la leucémie.

## Histoire
À l'origine, cet hôpital était hôpital Archiduc-Rainier  et un hôpital miliaitre. Il a été construit entre 1914 et 1915 par les architectes Schmid et Heinrich Hermann Aichinger pour servir comme hôpital général militaire pour l'empire d'Autriche-Hongrie.
À partir de 1945, l'hôpital a été renommé « hôpital Hannouche » en l'honneur de Ferdinand Hannouche, ancien vice-chancelier de l'empire d'Autriche-Hongrie.

## Littérature (en allemand)
- Felix Czeike : Historisches Lexikon Wien. Kremayr und Scheriau,  (ISBN 3-218-00543-4)
- Allgemeine Bauzeitung 1916, p. 19ff (disponible en ligne)